# Eliška Fučíková
Eliška Fučíková (* 28. srpna 1940 Praha) je česká historička umění, specializující se na malířství, kresbu a grafiku rudolfinského manýrismu, problematiku památkové péče a restaurování. Pracovala jako vědecká pracovnice Ústavu pro teorii a dějiny umění ČSAV, v letech 1993–2004 byla ředitelkou odboru památkové péče Kanceláře prezidenta republiky a v letech 2005–2012 odborná konzultantka Senátu České republiky.

## Život a kariéra
Narodila se v rodině sběratele a bibliofila Jana Fučíka (1940–1953). Roku 1957 maturovala na SVVŠ. V letech 1958–1963 vystudovala dějiny umění na Filozofické fakultě Univerzity Karlovy (prof. Jan Květ, Jaromír Neumann a Jaroslav Pešina) a získala zde doktorát filosofie.
V letech 1962–1963 byla asistentkou a v letech 1963–1966 řádnou vědeckou aspirantkou Ústavu teorie a dějin umění ČSAV, kde roku 1971 obhájila kandidátskou disertační práci. V letech 1966–1991 pracovala jako vědecká pracovnice ústavu Oddělení umění raného novověku, zaměřila se na malířství, kresbu a grafiku renesance a manýrismu na dvoře Rudolfa II. V sedmdesátých letech spolupracovala na II./1. svazku akademických Dějin českého výtvarného umění, podílela se na organizaci a katalogu první souborné mezinárodní výstavy rudolfinského umění Prag um 1600. Kunst und Kultur am Hofe Rudolfs II., konané v Essenu a ve Vídni roku 1988. Společně s Beket Bukovinskou a Ivanem Muchkou je také spoluautorkou publikace Kunst am Hofe Rudolfs II., která vyšla roku 1988 německy, česky a francouzsky. Podílela se na koncepci a realizaci mezinárodní výstavy Rudolf II. a Praha. Císařský dvůr a residenční město jako kulturní a duchovní centrum střední Evropy, která byla uspořádána roku 1997 v Praze. Byla na ní kurátorkou sekce Malířství a kunstkomora a zpracovala většinu textů v katalogu. V návaznosti na tuto výstavu se v letech 1997–1998 podílela na řešení grantového projektu Rudolf II., Praha a svět.
Od roku 2000 se v Ústavu dějin umění účastnila projektu výzkumného centra Studia Rudolphina, v jehož stejnojmenném bulletinu publikovala několik statí. V rámci centra se zúčastnila mezinárodních projektů na téma císařský dvůr Rudolfa II. a panovnické dvory střední Evropy.
Již při vzniku Obrazárny Pražského hradu v letech 1963–1965 se jako asistentka prof. Jaromíra Neumanna podílela na výzkumu a publikaci. V letech 2000–2002 vytvořila novou expozici obrazárny. 
K jejím velkým projektům patřilo organizování stálé expozice Příběh Pražského hradu s obsáhlým průvodcem kolektivu autorů z roku 2004 – průvodce výstavní expozicí gotického podlaží Starého královského paláce Pražského hradu a výstava Inter arma silent musae? Albrecht z Valdštejna, připravená spolu s Ladislavem Čepičkou ve Valdštejnské jízdárně v Praze s katalogem autorského kolektivu z roku 2007.
V roce 2021 se Eliška Fučíková jako přední odbornice na rudolfínskou dobu stala hlavní autorkou výstavy Rudolf II. Umění pro císaře, která byla od 28. května do 7. listopadu 2021 k vidění v Muzeu východních Čech v Hradci Králové. Na výstavě byly předměty především ze soukromých sbírek a mezi nejvýznamnější z nich patřila díla dvorních umělců císaře Rudolfa II., např. Hanse von Aachen, Bartholomea Sprangera, Matthiase Gundelacha, Josepha Heintze staršího, Roelandta Saveryho, Pietera Stevense, Dircka de Quade van Ravesteyn, Adriana de Vries, Aegidia Sadelera a Lucase van Valckenborch.

#### Rozhovory
- FUČÍKOVÁ, Eliška a [NACHMILNEROVÁ, Eva]. Mám pocit, že byl život ke mně velkorysý, říká historička umění Eliška Fučíková. In: Český rozhlas [online]. 110. leden 2022 [cit. 16. 10. 2023]. Dostupné z: https://vltava.rozhlas.cz/mam-pocit-ze-byl-zivot-ke-mne-velkorysy-rika-historicka-umeni-eliska-fucikova-8655342
- FUČÍKOVÁ, Eliška a NOVOTNÁ, Jitka. Host: historička umění Eliška Fučíková. In: Český rozhlas [online]. 16. září 2023, 09.04 [cit. 16. 10. 2023]. Dostupné z: https://www.mujrozhlas.cz/stribrny-vitr/host-historicka-umeni-eliska-fucikova
- FUČÍKOVÁ, Eliška; WILDOVÁ, Vladislava a baj [Baják, Milan]. Návštěva u historičky umění Elišky Fučíkové. In: Český rozhlas [online]. 22. červen 2023 [cit. 16. 10. 2023]. Dostupné z: https://hradec.rozhlas.cz/navsteva-u-historicky-umeni-elisky-fucikove-9017811
- HRNČÍŘ, Martin. Obrazárna Pražského hradu po rekonstrukci vítá první návštěvníky. Láká na díla Rubense nebo Tiziana. In: Český rozhlas [online]. 3. ledna 2023 [cit. 16. 10. 2023]. Dostupné z: https://www.irozhlas.cz/kultura/vytvarne-umeni/obrazarna-prazskeho-hradu-rekonstrukce-klimatizace_2301031006_afo